# 21a etapa del Tour de França de 2013
La 21a etapa del Tour de França de 2013 es disputà el diumenge 21 de juliol de 2013 sobre un recorregut de 133,5 km entre Versalles (Alta Savoia) i l'Avinguda dels Camps Elisis de París.
El vencedor de l'etapa fou l'alemany Marcel Kittel (Argos-Shimano), que s'imposà a l'esprint al seu compatriota André Greipel (Lotto-Belisol) i al britànic Mark Cavendish (Omega Pharma-Quick Step).

## Cotes
- 1. Cota de Saint-Rémy-lès-Chevreuse. 154m. 4a categoria (km 29,5) (1,0 km al 6,9%)

| Primer | Gert Steegmans (BEL) | 1 pt |
- 2. Cota de Châteaufort. 155m. 4a categoria (km 33,5) (0,9 km al 4,7%)

| Primer | José Joaquín Rojas (ESP) | 1 pt |

## Classificació de l'etapa
|    | Ciclista                 | Equip                   | Temps      |
| -- | ------------------------ | ----------------------- | ---------- |
| 1  | Marcel Kittel (GER)      | Argos-Shimano           | 3h 06' 14" |
| 2  | André Greipel (GER)      | Lotto-Belisol           | m. t.      |
| 3  | Mark Cavendish (GBR)     | Omega Pharma-Quick Step | m. t.      |
| 4  | Peter Sagan (SVK)        | Cannondale              | m. t.      |
| 5  | Roberto Ferrari (ITA)    | Lampre-Merida           | m. t.      |
| 6  | Alexander Kristoff (NOR) | Team Katusha            | m. t.      |
| 7  | Kévin Reza (FRA)         | Team Europcar           | m. t.      |
| 8  | Yohann Gène (FRA)        | Team Europcar           | m. t.      |
| 9  | Daniele Bennati (ITA)    | Team Saxo-Tinkoff       | m. t.      |
| 10 | Murilo Fischer (BRA)     | FDJ                     | m. t.      |

## Classificació general
|    | Ciclista                 | Equip                   | Temps       |
| -- | ------------------------ | ----------------------- | ----------- |
| 1  | Chris Froome (GBR)       | Team Sky                | 83h 56' 40" |
| 2  | Nairo Quintana (COL)     | Movistar Team           | + 4' 20"    |
| 3  | Joaquim Rodríguez (CAT)  | Team Katusha            | + 5' 04"    |
| 4  | Alberto Contador (ESP)   | Team Saxo-Tinkoff       | + 6' 27"    |
| 5  | Roman Kreuziger (CZE)    | Team Saxo-Tinkoff       | + 7' 27"    |
| 6  | Bauke Mollema (NED)      | Belkin Pro Cycling Team | + 11' 42"   |
| 7  | Jakob Fuglsang (DEN)     | Astana Qazaqstan Team   | + 12' 17"   |
| 8  | Alejandro Valverde (ESP) | Movistar Team           | + 15' 26"   |
| 9  | Daniel Navarro (ESP)     | Cofidis                 | + 15' 52"   |
| 10 | Andrew Talansky (USA)    | Garmin-Sharp            | + 17' 39"   |

### Classificacions annexes
|   | Ciclista             | Equip                   | Punts |
| - | -------------------- | ----------------------- | ----- |
| 1 | Peter Sagan (SVK)    | Cannondale              | 409   |
| 2 | Mark Cavendish (GBR) | Omega Pharma-Quick Step | 312   |
| 3 | André Greipel (GER)  | Lotto-Belisol           | 267   |

|   | Ciclista             | Equip         | Punts |
| - | -------------------- | ------------- | ----- |
| 1 | Nairo Quintana (COL) | Movistar Team | 147   |
| 2 | Chris Froome (GBR)   | Team Sky      | 136   |
| 3 | Pierre Rolland (FRA) | Team Europcar | 119   |

|   | Ciclista                 | Equip                   | Temps       |
| - | ------------------------ | ----------------------- | ----------- |
| 1 | Nairo Quintana (COL)     | Movistar Team           | 84h 01' 00" |
| 2 | Andrew Talansky (USA)    | Garmin-Sharp            | + 13' 19″   |
| 3 | Michał Kwiatkowski (POL) | Omega Pharma-Quick Step | + 14' 39"   |

|    | Equip              | Temps        |
| -- | ------------------ | ------------ |
| 1r | Team Saxo-Tinkoff  | 251h 11′ 07″ |
| 2  | AG2R La Mondiale   | + 8' 28″     |
| 3  | RadioShack-Leopard | + 9' 02″     |

## Abandonaments
- Lieuwe Westra (NED) (Vacansoleil-DCM): abandona.[2]